# L'Homme de fer (statue)
Pour les articles homonymes, voir Homme de fer.

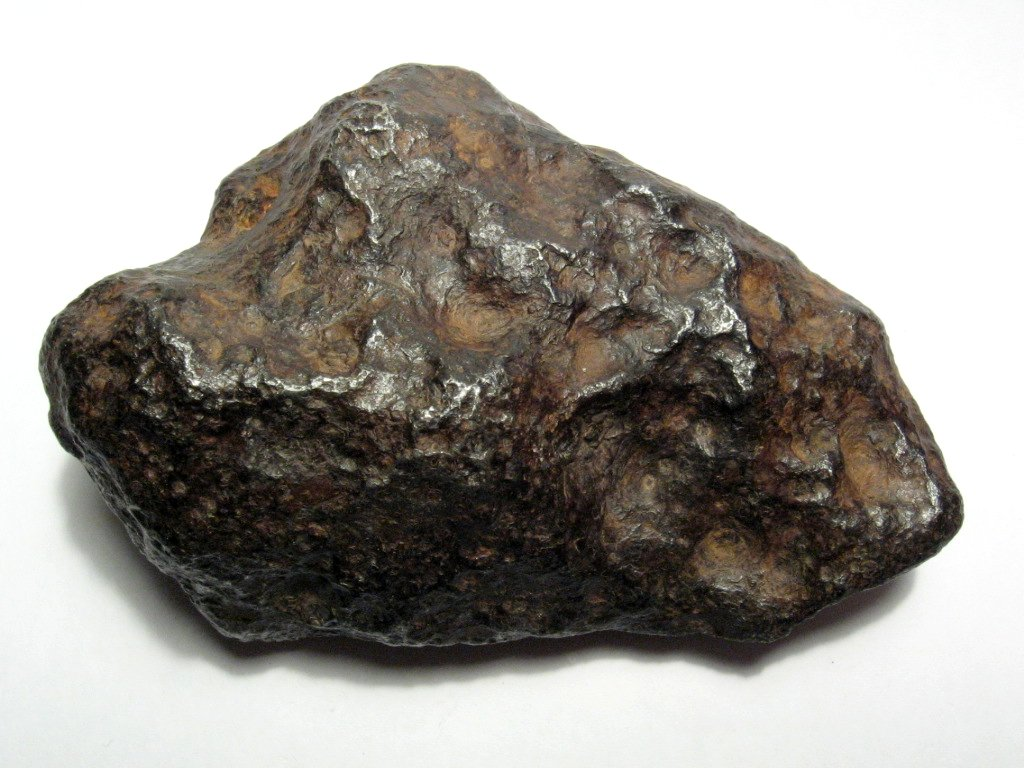
Fragment de météorite similaire à celui dans lequel a été taillé L'Homme de fer.

L'Homme de fer est une statue tibétaine taillée dans un fragment de météorite de la classe des ataxites. Mesurant 24 cm de haut pour une masse de 10,6 kg environ, elle représenterait la divinité bouddhique Vaiśravaṇa, aurait été réalisée vers le XIe siècle et serait issue de la culture bön. Selon Achim Bayer, un expert du bouddhisme, il s'agirait d'un faux, fabriqué au XXe siècle.

## Histoire
Elle aurait été rapportée en Allemagne en 1939 par l'expédition au Tibet d'Ernst Schäfer, et aurait rejoint par la suite une collection privée,. Ces scientifiques envoyés par le Troisième Reich avaient retenu cette statue, notamment en raison de la roue solaire (ou svastika) qui l'orne en son centre.
Vendue aux enchères en 2009, elle est analysée par une équipe de chercheurs de l'Institut de planétologie de l'université de Stuttgart qui révèle en 2012 son origine particulière dans un article de la revue Meteoritics & Planetary Science. Cette dernière analyse a été à l'origine d'un petit buzz médiatique.

## Analyse
Selon les analyses, le métal dont la statue est constituée provient de la météorite de Chinga, une météorite ferreuse qui est tombée près de la Sibérie orientale et de la Mongolie il y a 10 à 20 000 ans,. La météorite n'a été découverte qu'en 1912 par un ingénieur minier russe à Touva.

## Controverses

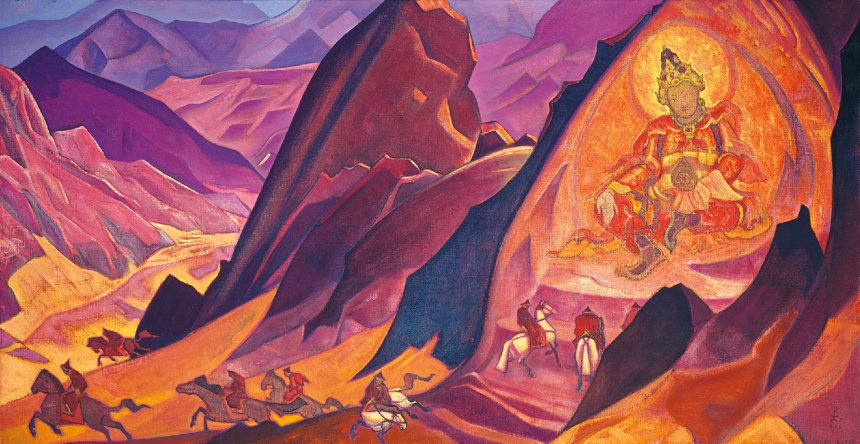
L'Ordre de Rigden Jyepo, Nicolas Roerich (1924).

Le Dr Achim Bayer, expert du bouddhisme de l'Université de Dongguk à Séoul, remet en cause l'origine de la statue, en raison de son style qui se rapproche d'imitations européennes de l'art tibétain. L'équipe qui l'a analysée (Buchner et coll.) et fait connaître au grand public déclare que « les détails ethnologiques et historiques de la sculpture de « l'homme de fer », ainsi que la date de sa création, sont actuellement des spéculations ». Selon lui, il s'agirait d'un faux, une reproduction européenne, fabriquée entre 1910 et 1970.
Pour l'historienne et tibétologue allemande Isrun Engelhardt qui étudia l'expédition allemande au Tibet, il est peu probable qu'elle ait été rapportée par ses participants,. Engelhardt a montré le lien de la statue avec Nicholas Roerich, artiste et théosophe russe. Dans le tableau de Nicolas Roerich L'Ordre de Rigden Jyepo, Isrun Engelhardt a découvert la représentation enflammée d'une divinité sur une falaise étonnamment similaire à la statue. Le tableau de Roerich « L'Ordre de Rigden Jyepo », qui représente le roi mythologique de Shambhala, qui, selon les prophéties, engloutira le monde dans une guerre apocalyptique, pourrait avoir servi de modèle à la sculpture. Roerich prétendait être l'incarnation de Rigden Jyepo. Roerich s'est même décrit comme le « futur roi de Shambhala » dans une lettre au 13e dalaï-lama. À Darjeeling, il s'est fait confectionner de magnifiques robes traditionnelles, qu'il portait occasionnellement. Roerich prévoyait d'entrer au Tibet sous le nom de Rigden Jyepo, le 25e roi de Shambhala. Engelhardt conclut : « On peut supposer, d'après ces arguments, que la statue de météorite représente Nicolas Roerich sous les traits de Rigden Jyepo ou Reta Rigden, et ainsi le mystère principal semble résolu. »
Le météorologue allemand Elmar Buchner, qui a examiné la statue en 2008, a déclaré au journal d'Allemagne du Sud, le Waiblinger Kreiszeitung, qu'il ne souhaitait ni confirmer ni infirmer la façon dont la statue lui était parvenue, comme l'a décrit Isrun Engelhardt dans sa publication citée ci-dessus. Engelhardt a affirmé que le propriétaire était un Russe du nom d'Igor Kaledin, qui avait pris contact avec Buchner en 2007 par l'intermédiaire d'un ami et interprète russe à Stuttgart. Kaledin a déclaré vivre en Australie, a écrit Engelhardt, et souhaitait que Buchner examine et analyse les matériaux de la statue. Buchner a commenté dans le Waiblinger Kreiszeitung : « Le propriétaire de la statue a souhaité garder l'anonymat, mais m'a dit l'avoir achetée aux enchères. » Buchner a ajouté : « L'homme qui possédait la statue avant lui l'aurait héritée de son père et aurait été amenée à Munich dans le cadre de l'expédition SS au Tibet de 1938-1939. » Finalement, en 2009, le propriétaire russe a vendu la statue à Gero Kurat, alors géologue au Musée d'histoire naturelle de Vienne. Kurat est décédé la même année, mais le musée a confirmé au Waiblinger Kreiszeitung que la statue devait toujours appartenir à la famille Kurat à Vienne. Buchner a déclaré : « Finalement, on me l'a proposée pour une somme à sept chiffres, que j'ai refusée, la jugeant trop chère. »